# Talking Book
| 전문가 평가                       | 전문가 평가 |
| 평가 점수                         | 평가 점수   |
| 출처                              | 점수        |
| --------------------------------- | ----------- |
| AllMusic                          | [ 3 ]       |
| The Austin Chronicle              | [ 4 ]       |
| Christgau's Record Guide          | A           |
| Encyclopedia of Popular Music     | [ 6 ]       |
| The Great Rock Discography        | 9/10        |
| Los Angeles Times                 | [ 7 ]       |
| MusicHound Rock                   | 5/5         |
| The New Rolling Stone Album Guide | [ 8 ]       |
| Pitchfork                         | 10/10       |
| Q                                 | [ 10 ]      |

《Talking Book》은 1972년 10월 28일에 발매된 스티비 원더의 열다섯 번째 스튜디오 음반이다. 그는 "고전 시대"라는 신호를 이 작품에서 "보행했다"고 말했다. 이 음반의 첫 곡인 〈You Are the Sunshine of My Life〉는 빌보드 핫 100과 이지 리스닝 차트에서 1위를 차지했고, 그 후 원더는 최우수 남자 팝 보컬 퍼포먼스로 그의 첫 그래미상을 받았다. 이 음반의 첫 번째 싱글 음반인 〈Superstition〉도 빌보드 핫 100과 핫 소울 싱글 차트에서 1위를 차지했다. 이 음반은 캐나다와 미국에서 골드로 인증되었다.

## 녹음
《Talking Book》은 원더가 모타운으로부터 더 많은 예술적 자유를 즐기고 음악적 방향과 표현을 위해 모타운의 수장 베리 고디에 덜 의존하는 것을 보았기 때문에, 그것은 종종 젊은 신동에서 독립적이고 실험적인 예술가로의 그의 전환의 시작으로 여겨진다. 2000년 음반에 대해 말하자면, 원더는 "제가 가진 정치적 관점, 제가 가지고 있는 사회적 관점, 제가 느끼는 열정, 감정, 사랑, 동정심, 사랑의 재미, 제가 느끼는 다양한 것들을 표현하고 싶은 곳을 제외하고는 아무 말도 하고 싶지 않았습니다, 처음에는 즐거운 사랑으로 모든 것을 시작했고, 그 다음에는 사랑의 고통으로요."
음반의 사운드는 원더의 키보드 작업, 특히 신시사이저에 의해 명확하게 정의된다. 신시사이저가 〈Maybe Your Baby〉와 같은 트랙에 펑키한 에지를 부여하는 반면, 〈Big Brother〉의 호너 클라비넷 장식은 6현 어쿠스틱 기타를 떠올리게 하고, 몇몇 트랙의 음표 굽히기 하모니카 작업은 일부 포크와 블루스 영향에 닿게 한다. 원더가 클라비넷 모델 C를 〈Superstition〉에 사용한 것은 이 악기를 특징으로 하는 결정적인 트랙 중 하나로 널리 간주된다. 원더는 이 음반에서 대부분의 악기를 직접 연주했지만 제프 벡, 레이 파커 주니어, 데이비드 샌본, 버즈 페이튼과 같은 게스트 뮤지션들로부터 약간의 지원을 받았다.

## 곡 목록
모든 곡들은 특별한 언급이 없는 한 스티비 원더에 의해 작사/작곡 되었다.
| #  | 제목                                     | 작사·작곡           | 재생 시간 |
| -- | ---------------------------------------- | ------------------- | --------- |
| 1. | 〈You Are the Sunshine of My Life〉      |                     | 2:58      |
| 2. | 〈Maybe Your Baby〉                      |                     | 6:45      |
| 3. | 〈You and I (We Can Conquer the World)〉 |                     | 4:39      |
| 4. | 〈Tuesday Heartbreak〉                   |                     | 3:09      |
| 5. | 〈You've Got It Bad Girl〉               | 원더, 이본느 라이트 | 4:55      |

| #  | 제목                                                   | 작사·작곡           | 재생 시간 |
| -- | ------------------------------------------------------ | ------------------- | --------- |
| 1. | 〈Superstition〉                                       |                     | 4:26      |
| 2. | 〈Big Brother〉                                        |                     | 3:35      |
| 3. | 〈Blame It on the Sun〉                                | 원더, 시리타 라이트 | 3:28      |
| 4. | 〈Lookin' for Another Pure Love〉                      | 원더, S. 라이트     | 4:45      |
| 5. | 〈I Believe (When I Fall in Love It Will Be Forever)〉 | 원더, Y. 라이트     | 4:48      |

## 인증
| 국가                       | 인증 | 판매량/출하량 |
| -------------------------- | ---- | ------------- |
| 캐나다 (뮤직 캐나다)       | 골드 | 50,000^       |
| 영국 (BPI)                 | 골드 | 100,000^      |
| ^출하량을 기반으로 한 인증 |      |               |